# Ниссер
Ниссер (норв. Nisser) — высокогорное озеро в юго-западной части Норвегии.
Расположено в коммуне Нисседал, фюльке Телемарк. Является 13-м среди самых крупнейших в стране по площади водной поверхности (76,30 км²), объём озера — 7,19 куб км, а наибольшая глубина составляет 234 м.
На озере развиты туризм и рыбалка. Здесь же находится арочный Твейтсуннский мост, памятник культурного наследия Норвегии.